# Tomáš Macháč
Tomáš Macháč (Beroun, 13 de outubro de 2000) é um tenista profissional tcheco. Ele alcançou o seu melhor ranking de simples da ATP de número 25 do mundo em 14 de outubro de 2024 e o ranking de duplas de número 46 em 30 de setembro de 2024. Ele é atualmente o jogador checo número 1. Ele ganhou o título de duplas mistas com Kateřina Siniaková nas Olimpíadas de Verão de 2024.

## Início da vida
Macháč nasceu em Beroun, Boêmia Central. Ele começou a jogar tênis depois de assistir sua irmã mais velha, Kateřina, competir em torneios.
Ele começou a treinar no TK Sparta Prague em Praga aos oito anos de idade.

## Carreira
Em março de 2021, Macháč conquistou seu segundo título de simples ATP Challenger no Nur-Sultan Challenger II. Em agosto, ele chegou à sua segunda final do Challenger de 2021 no Svijany Open, onde perdeu para Alex Molčan em 58 minutos.
Macháč chegou à final do Traralgon Challenger e venceu, conquistando seu primeiro título Challenger em uma quadra dura ao ar livre. Como resultado, ele entrou no top 130 em 10 de janeiro de 2022. Na semana seguinte, ele se classificou para o sorteio principal do Aberto da Austrália de 2022, derrotando Camilo Ugo Carabelli, Yuki Bhambri e Jesper de Jong no caminho.
Nas Olimpíadas de Paris de 2024, ele ganhou a medalha de ouro nas duplas mistas com sua parceira de duplas Kateřina Siniaková.